# Venera 7
Venera 7 (Russisch: Венера-7) was een Russische onbemande ruimtemissie naar de planeet Venus. Deze missie markeert een mijlpaal in de geschiedenis van de ruimtevaart. De Venera 7 was namelijk de eerste sonde die wetenschappelijke gegevens doorzond vanaf de oppervlakte van een andere planeet. Na vele mislukte pogingen daartoe slaagde de Sovjet-Unie hier uiteindelijk in.

## Gewijzigde constructie

### Mislukte missies
Alle voorafgaande pogingen om het oppervlak van Venus te bereiken mislukten. Om niet voor de zoveelste keer een kostbare sonde te verspelen en aldus prestige te verliezen in de Koude Oorlog, breidden de Sovjets de al aanwezige testfaciliteiten uit en bouwden een extra stevig uitgevoerde lander. Dat door deze keuze weinig ruimte overschoot voor wetenschappelijke instrumenten nam het land hierbij voor lief. Ditmaal was de intentie om koste wat het kost een nieuwe afgang te voorkomen en met een functionerende lander het oppervlak van Venus te bereiken

### Constructie van testkamer
De Sovjets bouwden een speciale testkamer, met een maximale temperatuur tot 540 °C en een druk van 150 atm. Deze kon men vullen met een mengsel van stikstof en koolstofdioxide, om de omstandigheden op Venus na te bootsen. 

### Constructie van capsule
De Russen wilden ditmaal koste wat het kost een werkende lander aan het Venusoppervlak. Na de onfortuinlijke afloop van missies 4, 5 en 6 werd het idee van een halve bolvorm met platte deksels verlaten. In plaats daarvan beschikte de lander (meer eivormig dan zijn voorgangers) over een bolvormige, uit titanium vervaardigde capsule. Deze was van binnen omgeven door schokabsorberend materiaal. De ontwerpers Babakin en Perminov wantrouwden de gegevens die wetenschappers hen aanreikten. Zij ontwierpen hun nieuwe capsule daarom op een maximale druk van 180 atm, zonder lasnaden of gaten. Dit beperkte de beschikbare ruimte voor wetenschappelijke instrumenten in ernstige mate.

### Instrumenten en gewicht
De lander van Venera 7 had een massa van 490 kg en was uitgerust met een aneroïde barometer en een thermometer. De totale massa van moederschip en lander kwam op 1180 kg. Het moederschip beschikte over zonnewind- en kosmische stralingsmeters; verbeterde versies van de apparatuur welke Zond 1 en 3 meevoerden, die protonen boven 30 MeV opmerkten. De wetenschappelijke uitrusting was door het geringe draagvermogen van de raket zeer bescheiden. In deze beginperiode van interplanetaire ruimtevaart moest men het hier echter mee doen.

### Parachute
Om de capsule in functionerende toestand te laten landen, moest de afdaling snel verlopen. Daarom gebruikte deze sonde een parachute van geringere afmetingen. Het toestel mocht het oppervlak echter niet met te grote snelheid raken. De 2,5 m² grote hoofdparachute was vervaardigd van een hittebestendige vezel, glasnitron genaamd. Dit kon temperaturen tot 500 °C weerstaan. Tijdens de eerste fase van de afdaling was de parachute gereefd; een kabel rondom de parachutelijnen hield de parachute gesloten als een beker. Daardoor verloor de landingscapsule snel hoogte. Deze reefkabel smolt bij 200 °C, waarna de parachute zich volledig ontplooide en de daalsnelheid afnam.

## Vluchtverloop

### Lancering en vlucht naar Venus
Venera 7 werd gelanceerd op 17 augustus 1970 met een A-2-e draagraket vanaf lanceerbasis Bajkonoer. Na het bereiken van een parkeerbaan schoot de draagraket het toestel op koers naar Venus. Gedurende de vlucht voerde het vaartuig twee koerscorrecties uit, op 2 oktober en 7 november (een tweede Venussonde kende een minder fortuinlijke start. De Kosmos 359 koos op 22 augustus het luchtruim, maar de laatste trap ontbrandde niet). De reis verliep voorspoedig en medio december naderde de verkenner zijn bestemming. Het moederschip koelde de lander eerst af tot -8 °C.

### Afdaling
Op 15 december om 4.58.44 uur UTC ontkoppelde Venera 7 zijn landingscapsule, die aan de nachtzijde de dampkring indook. Na aerodynamische afremming wierp de lander het bovenstuk af, schoot zijn remparachute uit en klapte de antenne uit. Venera 7 bevond zich op 60 km boven het oppervlak toen de eerste signalen binnenkwamen. Niet alles verliep volgens plan.
De afdaling nam 35 minuten in beslag. Na 13 minuten nam de snelheid af; het reefkoord smolt zoals voorspeld waardoor de parachute zich volledig ontplooide. Maar 6 minuten later nam de snelheid weer toe; de meest waarschijnlijke oorzaak is een gescheurde parachute. De barometer raakte defect. Maar het taaie ontwerp wierp zijn vruchten af. Op 15 december 1970 om 5.34.10 uur UTC boekte de Sovjet-Unie een belangrijke primeur in de ruimterace. Hun Venera 7 stuurde als eerste ruimtevaartuig gegevens door vanaf de oppervlakte van een andere planeet.
Weliswaar functioneerde de sonde, maar de bol kwam met een flinke smak op het oppervlak terecht: de landingssnelheid bedroeg 17 m/s (61,2 km/u). Het toestel streek op een positie van 5° Z en 351° O neer. In eerste instantie dachten de Russen dat het contact verloren ging. Analyse van de radiosignalen bracht echter beter nieuws. Venera 7 zond 23 minuten lang gegevens naar de Aarde, zij het middels een uiterst zwak signaal. Tijdens de klap bij het neerkomen zakte de signaalsterkte naar 3%, nam toen een seconde toe naar maximale sterkte en zakte weer terug naar 3% gedurende 23 minuten. Waarschijnlijk is de landingscapsule na de harde klap gestuiterd en vervolgens zijdelings terechtgekomen onder een geschatte hoek van 50°. Hierdoor stond de antenne niet goed op Aarde gericht, wat de reden is voor het zwakke signaal. Dit signaal had een bitrate van 1 bit/s op een golflengte van 922 MHz. Naast temperatuurmetingen kon tevens de luchtdruk en windsnelheid worden geëxtrapoleerd. De waargenomen temperatuur was niet eenduidig. De gemeten waarde liep uiteen van 457 tot 474 °C. De luchtdruk werd via andere gegevens vastgesteld op 92 bar bij een windsnelheid van 2,5 m/s.
1 · 2 · 3 · 4 · 5 · 6 · 7 · 8 · 9 · 10 · 11 · 12 · 13 · 14 · 15 · 16 · Vega 1 · Vega 2